# Corinnomma thorelli
Corinnomma thorelli là một loài nhện trong họ Corinnidae.
Loài này thuộc chi Corinnomma. Corinnomma thorelli được Eugène Simon miêu tả năm 1905.